# آندرس پریتو
آندرس پریتو (اسپانیایی: Andrés Prieto‎; ۱۹ دسامبر ۱۹۲۸ – ۲۵ سپتامبر ۲۰۲۲) بازیکن و مربی فوتبال اهل شیلی بود.
از باشگاه‌هایی که در آن بازی کرده‌است می‌توان به باشگاه فوتبال اسپانیول و باشگاه فوتبال یونیورسیداد کاتولیکا اشاره کرد.
وی همچنین در تیم‌های ملی فوتبال شیلی و المپیک شیلی بازی کرده‌است.